# Ciclismo ai Giochi della XXIII Olimpiade - Corsa a punti maschile
La Corsa a punti maschile dei Giochi della XXIII Olimpiade si è disputata tra il 31 luglio e il 3 agosto 1984 al Velodromo Olimpico di Carson in California. La medaglia d'oro fu vinta dal belga Roger Ilegems, mentre l'argento e il bronzo andarono rispettivamente al tedesco occidentale Uwe Messerschmidt e al messicano José Youshimatz.
La competizione, al suo esordio nel programma olimpico (se si esclude la prova svoltasi ai Giochi di Parigi 1900), vide la partecipazione di 43 ciclisti provenienti da 25 nazioni. Altri 8 ciclisti, benché iscritti, non presero il via.

## Programma
| Data           | Ora (UTC+10) | Turno        |
| -------------- | ------------ | ------------ |
| 31 luglio 1984 | 15:30        | Semifinale 1 |
| 1º agosto 1984 | 13:25        | Semifinale 2 |
| 3 agosto 1984  | 14:30        | Finale       |

## Regolamento
Nelle semifinali la prova consisteva nell'effettuare 90 giri di pista (30 km), effettuando 18 sprint, uno ogni 5 giri (1,667 km). A ogni sprint venivano assegnati cinque punti al primo, tre al secondo, due al terzo e uno al quarto classificato; allo sprint intermedio (dopo 15 km) e all'ultimo sprint venivano assegnati punti doppi. La classifica veniva stilata in base al numero di giri guadagnati doppiando il gruppo, e a seguire in base ai piazzamenti nelle volate. I primi dodici classificati da entrambe le semifinali si qualificavano per la finale.
In finale erano previsti 150 giri di pista (50 km), effettuando 30 sprint, uno ogni 5 giri (1,667 km). A ogni sprint venivano assegnati cinque punti al primo, tre al secondo, due al terzo e uno al quarto classificato; allo sprint intermedio (dopo 25 km) e all'ultimo sprint venivano assegnati punti doppi. Come già nelle semifinali, la classifica veniva stilata in base al numero di giri guadagnati doppiando il gruppo, e a seguire in base ai piazzamenti nelle volate.

## Risultati

### Semifinali
Semifinale 1
| Posizione | Atleta              | Nazione        | Giri | Punti | Note |
| --------- | ------------------- | -------------- | ---- | ----- | ---- |
| 1         | Brian Holm          | Danimarca      | 0    | 37    | Q    |
| 2         | Brian Fowler        | Nuova Zelanda  | 0    | 24    | Q    |
| 3         | Juan Curuchet       | Argentina      | -1   | 35    | Q    |
| 4         | Silvio Martinello   | Italia         | -1   | 13    | Q    |
| 5         | William Palacio     | Colombia       | -1   | 11    | Q    |
| 6         | Gary Trevisiol      | Canada         | -1   | 10    | Q    |
| 7         | Roger Ilegems       | Belgio         | -1   | 9     | Q    |
| 8         | Glenn Clarke        | Australia      | -2   | 20    | Q    |
| 9         | Paul Curran         | Gran Bretagna  | -2   | 13    | Q    |
| 10        | Uwe Messerschmidt   | Germania Ovest | -2   | 10    | Q    |
| 11        | Éric Louvel         | Francia        | -2   | 9     | Q    |
| 12        | Stephan Joho        | Svizzera       | -2   | 8     | Q    |
| 13        | Kurt Zellhofer      | Austria        | -2   | 6     |      |
| 14        | Hans Fischer        | Brasile        | -2   | 5     |      |
| 15        | Hitoshi Sato        | Giappone       | -2   | 2     |      |
| 16        | Danny Van Haute     | Stati Uniti    | -2   | 2     |      |
| 17        | Peter Aldridge      | Giamaica       | -2   | 1     |      |
| 18        | Deogracias Asuncion | Paraguay       | -2   | 0     |      |
| 19        | Roberto Muñoz       | Cile           | -2   | 0     |      |

Semifinale 2
| Posizione | Atleta            | Nazione           | Giri | Punti | Note |
| --------- | ----------------- | ----------------- | ---- | ----- | ---- |
| 1         | Jörg Müller       | Svizzera          | 0    | 14    | Q    |
| 2         | José Youshimatz   | Messico           | 0    | 8     | Q    |
| 3         | Didier Garcia     | Francia           | 0    | 6     | Q    |
| 4         | Balbino Jaramillo | Colombia          | 0    | 4     | Q    |
| 5         | Michael Markussen | Danimarca         | -1   | 26    | Q    |
| 6         | Alex Stieda       | Canada            | -1   | 23    | Q    |
| 7         | Juan Carlos Haedo | Argentina         | -1   | 19    | Q    |
| 8         | Shaun Wallace     | Gran Bretagna     | -1   | 18    | Q    |
| 9         | Rudi Ceyssens     | Belgio            | -1   | 17    | Q    |
| 10        | Manfred Donike    | Germania Ovest    | -1   | 16    | Q    |
| 11        | Derk van Egmond   | Paesi Bassi       | -1   | 15    | Q    |
| 12        | Stefano Allocchio | Italia            | -1   | 12    | Q    |
| 13        | Graeme Miller     | Nuova Zelanda     | -1   | 10    |      |
| 14        | Mark Whitehead    | Stati Uniti       | -1   | 9     |      |
| 15        | Akio Kuwazawa     | Giappone          | -1   | 8     |      |
| 16        | Miguel Droguett   | Cile              | -1   | 4     |      |
| 17        | Carlos García     | Uruguay           | -1   | 4     |      |
| 18        | Gary West         | Australia         | -1   | 3     |      |
| 19        | Edgardo Pagarigan | Filippine         | -1   | 1     |      |
| 20        | Paul Popp         | Austria           | -1   | 1     |      |
| 21        | Aubrey Richmond   | Guyana            | -2   | 0     |      |
|           | Elisha Hughes     | Antigua e Barbuda | DNF  | DNF   |      |
|           | Ernest Moodie     | Isole Cayman      | DNF  | DNF   |      |
|           | Ian Stanley       | Giamaica          | DNF  | DNF   |      |

### Finale
| Posizione | Atleta            | Nazione        | Giri | Punti |
| --------- | ----------------- | -------------- | ---- | ----- |
|           | Roger Ilegems     | Belgio         | 0    | 37    |
|           | Uwe Messerschmidt | Germania Ovest | 0    | 16    |
|           | José Youshimatz   | Messico        | -1   | 29    |
| 4         | Jörg Müller       | Svizzera       | -1   | 23    |
| 5         | Juan Curuchet     | Argentina      | -1   | 20    |
| 6         | Glenn Clarke      | Australia      | -1   | 13    |
| 7         | Brian Fowler      | Nuova Zelanda  | -1   | 12    |
| 8         | Derk van Egmond   | Paesi Bassi    | -2   | 56    |
| 9         | Michael Markussen | Danimarca      | -2   | 21    |
| 10        | Alex Stieda       | Canada         | -2   | 17    |
| 11        | Rudi Ceyssens     | Belgio         | -2   | 16    |
| 12        | Didier Garcia     | Francia        | -2   | 13    |
| 13        | Balbino Jaramillo | Colombia       | -2   | 12    |
| 14        | Stefano Allocchio | Italia         | -2   | 11    |
| 15        | William Palacio   | Colombia       | -2   | 9     |
| 16        | Silvio Martinello | Italia         | -2   | 8     |
| 17        | Brian Holm        | Danimarca      | -3   | 12    |
| 18        | Gary Trevisiol    | Canada         | -3   | 10    |
| 19        | Manfred Donike    | Germania Ovest | -3   | 3     |
| 20        | Juan Carlos Haedo | Argentina      | -3   | 1     |
| 21        | Shaun Wallace     | Gran Bretagna  | -3   | 1     |
| 22        | Paul Curran       | Gran Bretagna  | -4   | 13    |
|           | Éric Louvel       | Francia        | DNF  | DNF   |
|           | Stephan Joho      | Svizzera       | DNF  | DNF   |